# Sittwe

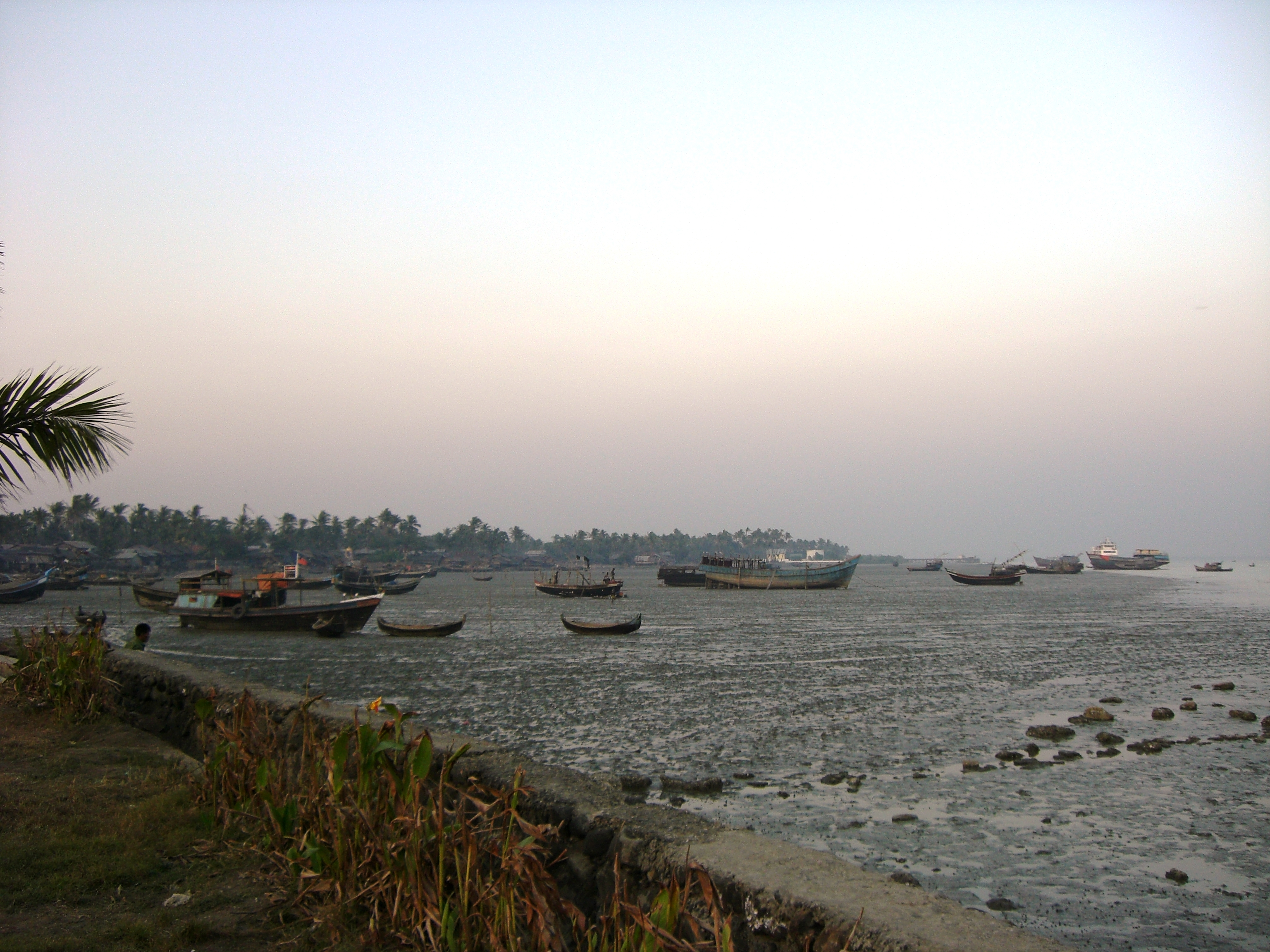
Marée basse à Sittwe

Sittwe  (birman : စစ်တွေ, MLCTS : sac twe), jadis appelée Akyab, est une ville de Birmanie, capitale de l'État d'Arakan (ou État de Rakhine). Elle se trouve sur une île, à l'endroit où la Kaladan, le Myu et la Lemyo se jettent dans le Golfe du Bengale. En 2006, elle comptait 181 000 habitants, surtout bouddhistes, même si la communauté musulmane est importante, ce qui est source de tensions.

## Histoire
Jadis un petit village de pêcheurs, Sittwe est devenu un important centre de commerce maritime, spécialement pour l'exportation du riz, après l'occupation de l'Arakan par les britanniques à la fin de la Première Guerre anglo-birmane.
Sittwe est la transcription birmane de Saite Twêy, signifiant le lieu où l'on rencontre la guerre. Lorsque le roi Bodawpaya envoya ses armées contre le royaume d'Arakan en 1784, le général (Saite-ké) arakanais Aung, gouverneur de la province d'Urittaung, affronta ses 30 000 hommes avec seulement 3 000 soldats à l'embouchure de la Kissapanadi (Kaladan). Cette bataille décisive, livrée à la fois sur terre et sur l'eau, se termina par leur mort à tous, ouvrant aux birmans la route de la capitale, Mrauk U (prise le 2 janvier 1785). Le lieu du combat fut appelé "Saite Twêy" par les arakanais, et plus tard "Sittwe" par les birmans. 

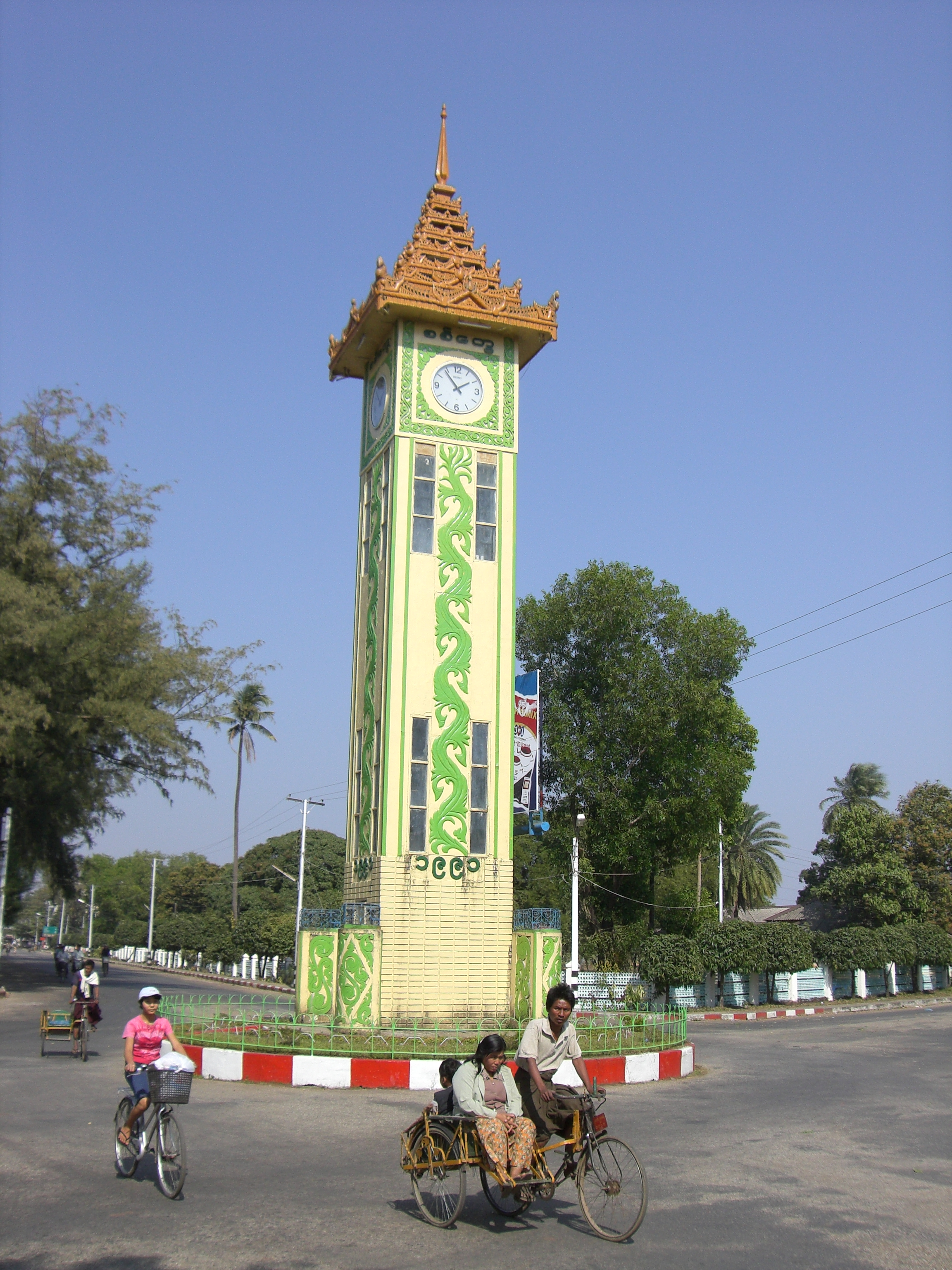
Nouvelle horloge monumentale (2007)

Au cours de la Première Guerre anglo-birmane (1823-1826) des forces britanniques débarquèrent à Sittwe. Elles stationnèrent près de la pagode Ahkyaib-daw, et lui donnèrent donc le nom d'Akyab. En 1826, le siège du gouvernement de la région fut transféré de la vieille capitale de l'Arakan, Myohaung, à Sittwe. Au cours des 40 ans suivants, celle-ci devint une ville de 15 536 habitants ; en 1901, elle possédait le troisième port de la Birmanie et 31 687 habitants. À cette époque, elle avait la réputation d'être infestée de malaria et de choléra ; les archives montrent que sa situation sanitaire était en fait comparable à celle de nombreuses  autres villes côtières de l'Océan indien.

## Divers
La pagode Ahkyaib-daw, très vénérée, est censé avoir été construite sous l'Empereur Ashoka (269-232 avant notre ère). Son nom signifie os de la mâchoire, car sa fondation abriterait un morceau de la mâchoire du Bouddha.
La ville abrite une université. L'écrivain écossais Hector Hugh Munro (Saki) est né à Sittwe en 1870.
En février 2007, l'Inde a annoncé un plan pour développer le port, qui permettrait un accès à l'océan pour ses états enclavés du Nord-Est comme le Mizoram, par l'intermédiaire de la Kaladan. La Chine participe également à l'amélioration des installations portuaires, afin de permettre à ses navires militaires d'y faire escale. Les habitants de Sittwe, ses moines en particulier, ont participé au mouvement prodémocratique de 2007.
Sittwe possède un aéroport (code AITA : AKY).

## Personnalités
L'écrivain britannique Saki (1870-1916) est né à Akyab.